# Fang Yuting
Fang Yuting (chinesisch 方玉婷, Pinyin Fāng Yùtíng; * 21. Dezember 1989 in Liaoning) ist eine ehemalige chinesische Bogenschützin.

## Karriere
Fang Yuting gewann 2011 in Turin bei den Weltmeisterschaften im Einzel die Bronzemedaille. Ein Jahr darauf gehörte sie zum chinesischen Aufgebot bei den Olympischen Spielen in London. Im Einzel erzielte Fang in der Platzierungsrunde 649 Punkte und traf in der ersten Ausscheidungsrunde auf Ika Yuliana Rochmawati, der sie mit 4:6 unterlag. Mit der Mannschaft gelang ihr dagegen nach Siegen über Italien, die Vereinigten Staaten und Russland der Finaleinzug, wo sie gemeinsam mit Cheng Ming und Xu Jing auf Südkorea traf. Die Südkoreanerinnen setzten sich mit 210:209 knapp gegen die Chinesinnen durch und wurden damit zum wiederholten Male Olympiasieger, während Fang, Cheng und Xu die Silbermedaille erhielten.